# سيه ران بالا (ماهرو)
سیه ران بالا (بالفارسية: سه ران بالا) هي قرية تقع في إيران في قسم ماهرو الریفي. يقدر عدد سكانها بـ 35 نسمة .